# Tromboksanski receptor
Tromboksanski receptor je protein na površini ćelija u endotelu krvnih sudova i posteljice koji interaguje sa eikozanoidnim lipidom tromboksanom. On je G-protein spregnuti receptor koji vezuje G protein .

## Gen
Gen tromboksanskog receptora, TBXA2R, se nalazi na hromozomu 19 i sadrži 15 kilobaza. Tromboksan je potentan stimulator agregacije trombocita i formiranja ugrušaka, a isto tako ima ulogu u vaskularnom tonusu. Tromboksanski receptor je član familije G protein-spregnutih receptora. Mutacije ovog receptora mogu da dovedu do poremećaja krvarenja.

## Literatura
1. ↑  Abe T, Takeuchi K, Takahashi N, Tsutsumi E, Taniyama Y, Abe K (1995). „Rat kidney thromboxane receptor: molecular cloning, signal transduction, and intrarenal expression localization”. J. Clin. Invest. 96 (2): 657—64. PMC 185246 . PMID 7635958. doi:10.1172/JCI118108.[мртва веза]
2. ↑  Michael P. Walsh; et all. „Thromboxane A2-induced contraction of rat caudal arterial smooth muscle involves activation of Ca2+ entry and Ca2+sensitization: Rho-associated kinase-mediated phosphorylation of MYPT1 at Thr-855 but not Thr-697” (PDF). Архивирано из оригинала (PDF) 13. 07. 2011. г. Приступљено 02. 03. 2011.

## Spoljašnje veze
- „Prostanoid Receptors: TP”. IUPHAR Database of Receptors and Ion Channels. International Union of Basic and Clinical Pharmacology. Архивирано из оригинала 03. 03. 2016. г.

## Dodatna literatura
- Namba T, Narumiya S (1993). „[Thromboxane A2 receptor; structure, function and tissue distribution]”. Nippon Rinsho. 51 (1): 233—40. PMID 8433523.
- Murugappan S, Shankar H, Kunapuli SP (2005). „Platelet receptors for adenine nucleotides and thromboxane A2.”. Semin. Thromb. Hemost. 30 (4): 411—8. PMID 15354262. doi:10.1055/s-2004-833476.
- Hirata M; Hayashi Y; Ushikubi F;  . (1991). „Cloning and expression of cDNA for a human thromboxane A2 receptor.”. Nature. 349 (6310): 617—20. PMID 1825698. doi:10.1038/349617a0.
- Raychowdhury MK; Yukawa M; Collins LJ;  . (1995). „Alternative splicing produces a divergent cytoplasmic tail in the human endothelial thromboxane A2 receptor.”. J. Biol. Chem. 270 (12): 7011. PMID 7896853. doi:10.1074/jbc.270.12.7011.
- Hirata T; Kakizuka A; Ushikubi F;  . (1994). „Arg60 to Leu mutation of the human thromboxane A2 receptor in a dominantly inherited bleeding disorder.”. J. Clin. Invest. 94 (4): 1662—7. PMC 295328 . PMID 7929844. doi:10.1172/JCI117510.
- D'Angelo DD, Davis MG, Ali S, Dorn GW (1994). „Cloning and pharmacologic characterization of a thromboxane A2 receptor from K562 (human chronic myelogenous leukemia) cells.”. J. Pharmacol. Exp. Ther. 271 (2): 1034—41. PMID 7965765.
- Raychowdhury MK; Yukawa M; Collins LJ;  . (1994). „Alternative splicing produces a divergent cytoplasmic tail in the human endothelial thromboxane A2 receptor.”. J. Biol. Chem. 269 (30): 19256—61. PMID 8034687.
- Borg C; Lim CT; Yeomans DC;  . (1994). „Purification of rat brain, rabbit aorta, and human platelet thromboxane A2/prostaglandin H2 receptors by immunoaffinity chromatography employing anti-peptide and anti-receptor antibodies.”. J. Biol. Chem. 269 (8): 6109—16. PMID 8119956.
- Nüsing RM; Hirata M; Kakizuka A;  . (1993). „Characterization and chromosomal mapping of the human thromboxane A2 receptor gene.”. J. Biol. Chem. 268 (33): 25253—9. PMID 8227091.
- Funk CD, Furci L, Moran N, Fitzgerald GA (1994). „Point mutation in the seventh hydrophobic domain of the human thromboxane A2 receptor allows discrimination between agonist and antagonist binding sites.”. Mol. Pharmacol. 44 (5): 934—9. PMID 8246916.
- Schwengel DA, Nouri N, Meyers DA, Levitt RC (1994). „Linkage mapping of the human thromboxane A2 receptor (TBXA2R) to chromosome 19p13.3 using transcribed 3' untranslated DNA sequence polymorphisms.”. Genomics. 18 (2): 212—5. PMID 8288221. doi:10.1006/geno.1993.1457.
- Offermanns S, Laugwitz KL, Spicher K, Schultz G (1994). „G proteins of the G12 family are activated via thromboxane A2 and thrombin receptors in human platelets.”. Proc. Natl. Acad. Sci. U.S.A. 91 (2): 504—8. PMC 42977 . PMID 8290554. doi:10.1073/pnas.91.2.504.
- Hirata T; Ushikubi F; Kakizuka A;  . (1996). „Two thromboxane A2 receptor isoforms in human platelets. Opposite coupling to adenylyl cyclase with different sensitivity to Arg60 to Leu mutation.”. J. Clin. Invest. 97 (4): 949—56. PMC 507140 . PMID 8613548. doi:10.1172/JCI118518.
- Kinsella BT, O'Mahony DJ, Fitzgerald GA (1997). „The human thromboxane A2 receptor alpha isoform (TP alpha) functionally couples to the G proteins Gq and G11 in vivo and is activated by the isoprostane 8-epi prostaglandin F2 alpha.”. J. Pharmacol. Exp. Ther. 281 (2): 957—64. PMID 9152406.
- Becker KP, Garnovskaya M, Gettys T, Halushka PV (1999). „Coupling of thromboxane A2 receptor isoforms to Galpha13: effects on ligand binding and signalling.”. Biochim. Biophys. Acta. 1450 (3): 288—96. PMID 10395940. doi:10.1016/S0167-4889(99)00068-3.
- Barr CL; Wigg KG; Pakstis AJ;  . (1999). „Genome scan for linkage to Gilles de la Tourette syndrome.”. Am. J. Med. Genet. 88 (4): 437—45. PMID 10402514. doi:10.1002/(SICI)1096-8628(19990820)88:4<437::AID-AJMG24>3.0.CO;2-E.
- Zhou H, Yan F, Tai HH (2001). „Phosphorylation and desensitization of the human thromboxane receptor-alpha by G protein-coupled receptor kinases.”. J. Pharmacol. Exp. Ther. 298 (3): 1243—51. PMID 11504827.
- Vezza R, Mezzasoma AM, Venditti G, Gresele P (2002). „Prostaglandin endoperoxides and thromboxane A2 activate the same receptor isoforms in human platelets.”. Thromb. Haemost. 87 (1): 114—21. PMID 11848439.
- Turek JW; Halmos T; Sullivan NL;  . (2002). „Mapping of a ligand-binding site for the human thromboxane A2 receptor protein.”. J. Biol. Chem. 277 (19): 16791—7. PMID 11877412. doi:10.1074/jbc.M105872200.